# Massacre de Manille

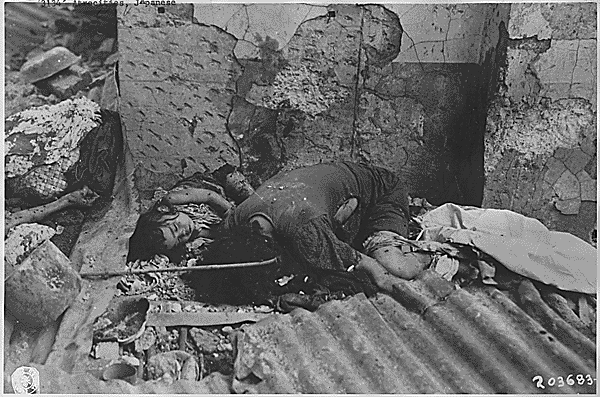
Cadavres d'une mère philippine et de son enfant tués par des hommes de la marine impériale japonaise, en février 1945.

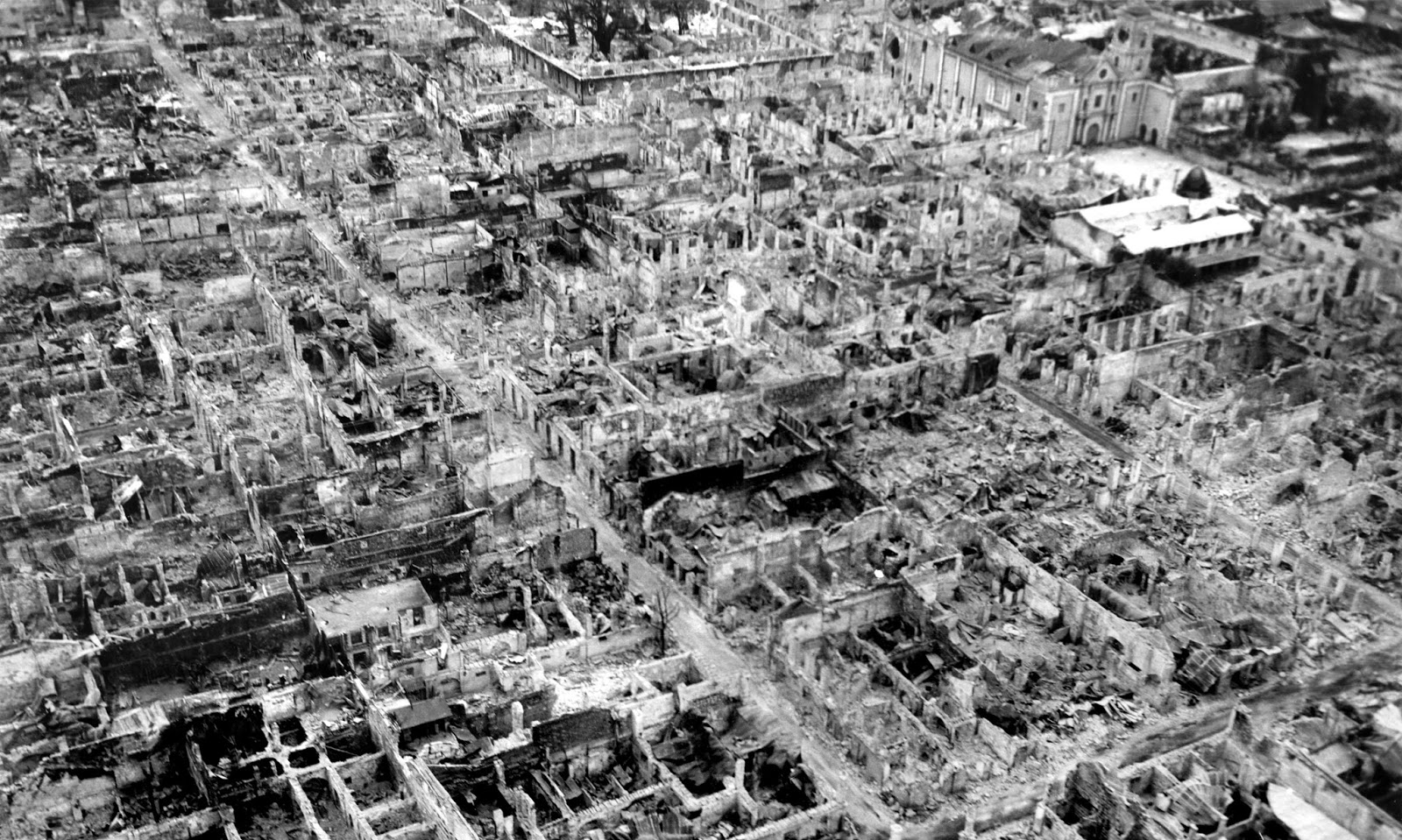
Vue aérienne de Manille en 1945. Les destructions sont extrêmement importantes.

Le nom de massacre de Manille désigne les exactions commises sur des civils philippins par les forces japonaises durant la bataille de Manille, entre février et mars 1945.

## Déroulement
Le général Tomoyuki Yamashita, considérant Manille comme impossible à tenir et souhaitant privilégier la défense du reste de Luçon, avait ordonné le retrait de ses troupes de la capitale. 20 000 hommes de la Marine impériale japonaise, sous le commandement du contre-amiral Sanji Iwabuchi, désobéirent cependant, et demeurèrent dans la capitale, dont ils assurèrent une défense acharnée, avec une partie des troupes de l'Armée impériale japonaise, également demeurées sur place.
Ces troupes japonaises, bientôt cernées par la progression des Américains et harcelées par les tirs d'artillerie, se livrèrent délibérément à des atrocités sur les populations civiles de Manille, tuant hommes, femmes, enfants, otages et patients des hôpitaux militaires, commettant également de nombreux viols. Certaines sources estiment le nombre de victimes du massacre à environ 100 000.
Le général Tomoyuki Yamashita fut considéré après-guerre comme responsable du massacre, et exécuté par pendaison, bien que sa responsabilité personnelle dans les exactions commises ait été contestée.

## Principales exactions
- Du 1er janvier au 17 février 1945 : patients et civils réfugiés dans le Philippine General Hospital tués par bombardement[3].
- Du 6 au 22 février 1945 : environ 6000 non-combattants qui s'étaient réfugiés dans l'église San Agustin. Beaucoup sont morts de faim ou ont été utilisés comme boucliers humains[4].
- 3 février 1945 : environ 116 hommes, femmes et enfants exécutés dans la scierie Dy-Pac à Tondo[5]. De nombreux prisonniers de l'ancienne prison Bilibid (utilisée comme camp de concentration) et ceux de la nouvelle prison Bilibid sont exécutés sans procès ni raison[3].
- En février 1945 : au moins 100 personnes dans le temple maçonnique.
- 7 février 1945 : 5 missionnaires de l'église de Malate sont tués après torture sous prétexte d'avoir soutenu la résistance.
- 8 février 1945 : 2000 civils sont tués à l'université La Concordia, sous le feu des armes automatiques ou par l'effondrement des bâtiments suite aux dégats faits par l'armée japonaise[4].
- 9 février 1945 : 600 civils exécutés, 370 blessés à l'université Saint Paul College de Malate. Les batiments ont ensuite été incendiés.
- Du 9 au 10 février 1945 : massacre de non-combattants et de religieux à la maison Saint Vincent de Paul et à l'église San Marcelino.
- Du 9 au 17 février 1945 : viol de plus de 400 femmes au Bay View Hotel (surnommé "hotel du viol"), à l'Alharabra Apartment Hotel, au Mir amor Apartment Hotel et au Manila Hotel[3].
- 10 février 1945 : l'armée japonaise tire à l'armes automatique sur les civils rassemblés sur l'avenue Taft et la rue Padre Faura Street : environ 300 meurent. 300 autres sont tués à Paco. 53 personnes sont tuées dans le Philippine Red Cross Building[4]. Viol de civiles dans la résidence des infirmières du Philippine General Hospital. 100 civils tués dans l'incendie du German Club et 1500 autres tués dans les environs[3].
- Du 10 au 23 février 1945 : 4000 prisonniers du Fort Santiago ont été affamés, torturés ou brulés.
- 14 février 1945 : environ 100 civils tués à l'université Ateneo de Manila par le bombardement japonais[4].
- 19 au 20 février 1945 : une centaine de prêtres catholiques, espagnols et civils tués dans une abri anti-aérien à Fort McKinley[3].
- 19 février 1945 : 142 personnes tuées par grenades au Palacio del Gobernador[4].